# Anton Fils
Pour les articles homonymes, voir Fils.
Anton Fils est un compositeur et violoncelliste allemand du début de la période classique, né à Eichstätt le 22 septembre 1733 et mort à Mannheim le 14 mars 1760.

## Biographie
Anton Fils participe comme violoncelliste à l'orchestre de la cour de Mannheim dès 1754. Malgré sa mort précoce, il a eu le temps de composer diverses œuvres pour la Hofkapelle, dont 30 symphonies, publiées après sa mort par l'éditeur parisien La Chevardière de 1760 à 1765. Il est certainement l'un des compositeurs les plus importants de l'école de Mannheim avec Johann Stamitz, Christian Cannabich et François-Xavier Richter.
Ses contemporains l'ont apprécié, comme le poète allemand Christian Friedrich Daniel Schubart qui a vu en lui « le plus grand compositeur de symphonies qui ait jamais vécu ».
Il est inhumé dans le Cimetière Catholique de Mannheim.

## Discographie
Sa musique, quoiqu'oubliée, est en cours de redécouverte grâce notamment au Concerto Köln qui a consacré un disque aux compositeurs de l'école de Mannheim et surtout à L'Orfeo Barockorchester dirigé par Michi Gaigg qui a consacré un disque entier à cinq de ses symphonies :
- Mannheim: The Golden Age, par le Concerto Köln, dir. Werner Ehrhardt, Teldec 3984-28366-2, 1999
- Symphonies, par L'Orfeo Barockorchester, dir. Michi Gaigg, cpo 999 778-2, 2002